# Johannes Petrus Bonfig
Johannes Petrus Bonfig, auch Pater Cajetan (* 28. September 1730 in Unsleben; † 26. Januar 1797 in Mainz) war ein deutscher Augustiner-Pater, Musiker und Komponist.

## Leben
Bonfig war der Sohn des Petrus Bonfig und dessen Ehefrau Elisabeth. Von 1743 bis 1748 besuchte er das vom Augustinerorden geleitete Johann-Philipp-von-Schönborn-Gymnasium in Münnerstadt, wo er zeitweise auch Consultor (gewählt in der Versammlung am 7. Mai 1747) bzw. Präfekt der marianischen Kongregation (Congregatio Mariae Virginis de Consolatione) war. Schon mit Beginn seiner Gymnasialzeit begann Bonfig als 13-Jähriger mit dem Komponieren von Fugen, Arien, Menuetten und Präludien und wirkte als Organist. Er dürfte auch vom Hofkapellmeister Jan Zach (1713–1773) unterrichtet worden sein, denn sein Notenbuch, das er als mit 13 Jahren begonnen hatte, enthält zwei sonst unbekannte Klavierstücke Zachs. Einer seiner Studienkollegen in Münnerstadt war Alexius Molitor, mit dem er auch am 24. Oktober 1749 sein Ordensgelübde (Profess) ablegte. Damals nahm Bonfig den Ordensnamen Cajetan (Caietanus) an.
Danach wechselte er als Novize nach Oberndorf am Neckar, wo er ebenfalls als Organist eingesetzt wurde. Spätestens ab 1752 studierte Cajetan in Mainz Theologie und wurde dort zu einem der bedeutenden Musiker des Klosters. Am 22. Dezember 1753 erhielt er in Mainz die Priesterweihe. Im Augustinerkonvent von Mainz wirkte er fortan als Beichtvater, Prediger, Terminarius und Prokurator.